# Ressons-sur-Matz
Ressons-sur-Matz település Franciaországban, Oise megyében. Lakosainak száma 1742 fő (2022. január 1.). Ressons-sur-Matz Antheuil-Portes, Cuvilly, Gournay-sur-Aronde, Margny-sur-Matz, Marquéglise és La Neuville-sur-Ressons községekkel határos.

## Népesség
A település népessége az elmúlt években az alábbi módon változott:
| Lakosok száma | 1653 | 1704 | 1759 | 1687 | 1692 | 1700 | 1707 | 1733 | 1742 |
|               | 2013 | 2015 | 2016 | 2017 | 2018 | 2019 | 2020 | 2021 | 2022 |